# Éric Despezelle
Éric Despezelle (ur. 24 grudnia 1974) – francuski judoka. Olimpijczyk z Sydney 2000, gdzie odpadł w eliminacjach w wadze ekstralekkiej.
Brązowy medalista mistrzostw świata w drużynie w 1998. Startował w Pucharze Świata w latach 1997-2001 i 2005. Wicemistrz Europy w 2000 i pierwszy w zawodach drużynowych w 2000. Trzeci na igrzyskach śródziemnomorskich w 1997 roku.

## Letnie Igrzyska Olimpijskie 2000
| Konkurencja | Eliminacje                         | Eliminacje                     | Klas. końcowa |
| Konkurencja | Przeciwnik I                       | Przeciwnik II                  | Miejsce       |
| ----------- | ---------------------------------- | ------------------------------ | ------------- |
| 60 kg       | Abdelouahed Idrissi Chorfi (MAR) Z | Giorgi Kurdghelaszwili (MDA) P | 2 runda.      |